# Pretočni plavž
Pretočni plavž ali pretočna visoka peč je zgodnja oblika plavža, v katerem je bilo možno neprekinjeno taljenje s stalnim dodajanjem rude in goriva.

## Opis
Pri prej uporabljenih pretočnih plavžih in nadalje razvitih kosovnih pečeh (pogonskih z mehom) je bilo treba po vsakem taljenju peč zapreti in ponovno vpihniti. Po drugi strani pa je bilo mogoče pretočne peči neprekinjeno polniti in so bile zato bolj produktivne. Vendar pa je zaradi višjih temperatur nastal grodelj, ki je bil bogat z ogljikom in ga je bilo zato težko kovati, po strjevanju pa so ga morali z naporom osvežiti in osvoboditi žlindre.

## Lokacije
Znane so tri najstarejše lokacije visokih peči v Avstriji: Kotarče (Guttaring) (1578), plavž Hirtu in Kremsu na Koroškem (1541). Na zasebni posesti v kraju Edlach v Reichenau an der Rax je tudi spomeniško zaščitena pretočna peč (plavž).